# 佐佐木詩帆
佐佐木詩帆（日语：佐々木 詩帆，12月24日—），日本女性配音員。出身於北海道。身高153cm。B型血。

## 人物簡介
北海道釧路明輝高等學校、札幌漫畫·動畫專業學校畢業。
以前是AIR AGENCY所屬，2019年12月15日退所，成為自由身。

## 演出作品
※粗體字表示說明飾演的主要角色。

### 電視動畫
2013年
- 噗嗶啵 ～來自未來～（姬路若葉）
- 御宅英文！小緞帶 theTV

2017年
- 怪怪守護神（2017年－2020年，小山內治[4][5]／內音）2系列

2018年
- 高分少女（女學生D）

2019年
- 偶像夢幻祭（觀眾）

2020年
- IDOLiSH7 Second BEAT！（女性粉絲）
- Lapis Re:LiGHTs（客）

### 網路動畫
2020年
- 座敷童子塌塌米醬（日语：ざしきわらしのタタミちゃん）（雪女[6]）

### 遊戲
2015年
- 蒼穹的Sky Galleon（[7]、[8]）
- 雷子（日语：雷子）（鍾會[9]）

### 其它活動
- （寺野[10]）－A-koe

## 外部連結
- AIR AGENCY所屬期間的聲優簡介，存于 （日語）
- 佐佐木詩帆的X（前Twitter） （日語）
- （日語）－WEB THE TELEVISION（日语：ザテレビジョン）
- 佐佐木詩帆 （页面存档备份，存于） （日語）－oricon
- 佐佐木詩帆 （页面存档备份，存于） （日語）－allcinema（日语：allcinema）